# Андрій
Андрі́й (грец. Ανδρεας) — чоловіче ім'я. Походить від давньогрецького слова ἀνήρ (anēr) — «чоловік», «людина», що в родовому відмінку звучало як ἀνδρός (andrós). Також його пов'язують зі словом ἀνδρεία (andrèia), що в перекладі означало «сміливий, мужній, важливий».
Варіанти імені: Андрюша, Андрюха, Андрійко.'

В Україні Андрій входить у першу десятку найпопулярніших імен.

## Відповідники в деяких мовах
- англ. Andrew
- баск. Ander
- біл. Андрэй, Андрусь
- болг. Андрей
- яп. アンドリュー, アンドレ
- кат. Andreu
- лат. Andreas
- лит. Andrius
- латис. Andris
- нім. Andreas, André
- норв. Andreas
- фр. André
- пол. Andrzej
- порт. André
- рос. Андрей
- рум. Andrei
- італ. Andrea
- кит.: 安德鲁 (Āndélǔ згідно з Піньїнь)
- хорв. Andrija
- чеськ. Ondřej
- дан. Andreas
- фін. Antti
- грец. Ανδρέας
- ісп. Andrés
- нід. Andries, André, Andre
- яп. Andrija
- словац. Andrej, Ondrej
- словен. Andrej
- швед. Andreas, Anders
- угор. András

## Відомі носії
- Андрій Беотійський — персонаж давньогрецької міфології
- Андрій Первозваний — один із Христових апостолів, брат апостола Петра, святий-покровитель України, Росії та Шотландії.
- Андрій Стратилат — ранньо-християнський святий, римський воїн, мученик. Пам'ять — 1 вересня
- Андрій Сікіонський — батько Орфагора, тирана давньогрецького міста Сікіон
- Андрій Юродивий Константинопольський — православний святий, що прославився подвигом юродства.
- Андрей (Шептицький) — Митрополит УГКЦ
- Рубльов Андрій — російський іконописець
- Андрій (Абрамчук)
- Андрій (Васілашку) — архієрей УПЦ (МП)
- Андрій (Бачинський)
- Андрій (Горак)
- Андрій (Іщак)
- Андрій (Роборецький)
- Андрій (Сапеляк)
- Андрій (Сухенко)
- Андрій (живописець)
- Андрій (церковний майстер)
- Андрій I — король Угорщини
- Андрій II — король Угорщини
- Андрій II (неаполітанський дука)
- Андрій III — останній король Угорщини та Хорватії (1290—1301) з династії Арпадів.
- Андрій Андрійович (р. н. невід. — † 1233) — угорський королевич, правитель Галичини
- Андрій Боболя — римо-католицький діяч, святий, священомученик, чернець ордену єзуїтів.
- Андрій Боголюбський (близько 1110 — † 29 червня 1174) — князь.
- Андрій Бєлий — російський письменник-символіст.
- Андрій Вишневецький (*1528 — †1584) — русько-литовський магнат, політичний та військовий діяч Речі Посполитої.
- Андрій Володимирович Добрий (1102—1142) — князь, молодший син Володимира II Мономаха.
- Андрій Володимирович Серпуховський (приблизно 1380-і — 1426) — князь, третій син Володимира Андрійовича Хороброго.
- Андрій Гастольд — литовський боярин, державний діяч ВКЛ.
- Андрій Гуттенштейн — церковний діяч королівства Богемія, єпископ Празький у 1214—1224 роках.
- Андрій Кесарійський — архієпископ Кесарії Каппадокійської, святий в лику святителів.
- Андрій Князь — український співак у жанрі поп-музики та поп-року, автор та композитор. Заслужений артист України.
- Андрій Лях (Задунайська Січ) — український військовий діяч, перший кошовий отаман Задунайської Січі у 1775—1778 роках.
- Андрій Млодзейовський — державний діяч Речі Посполитої, священик і єпископ Римо-Католицької Церкви.
- Андрій Мстиславич (? — 1245) — князь з династії Рюриковичів
- Андрій Наливайко — козацький полковник.
- Андрій Немирович — державний діяч Великого князівства Литовського
- Андрій Новак (лікар) (1849—1940) — лікар, вчений і педагог.
- Андрій Полоцький (1325 — †1399) — Князь Псковський і Полоцький.
- Андрій Потоцький — польський шляхтич, військовий та державний діяч Корони Польської Речі Посполитої.
- Андрій Пронський (помер 1556-57) — військовий і державний діяч українських земель ВКЛ.
- Андрій Цікота — архімандрит. Діяч Римо-католицької церкви.
- Андрій Чужий — український поет-модерніст, представник розстріляного відродження.
- Андрій Чурило — шляхтич руського походження, відомий військовий та державний діяч Королівства Польського.
- Андрій Юрійович (невідомо — †близько 1323) — правитель Русі, Галицько-Волинський князь
- Андрій Ярославич (1221 — † 1264) — третій син великого князя Ярослава Всеволодовича, князь

- Воронін Андрій Вікторович — український футболіст
- Громико Андрій Андрійович — радянський політичний діяч
- Малишко Андрій Самійлович — український письменник
- Кузьменко Андрій Вікторович («Кузьма») — український співак
- Кокотюха Андрій Анатолійович — український письменник
- Туполєв Андрій Миколайович — радянський авіаконструктор
- Данилко Андрій Михайлович (Вєрка Сердючка) — український співак/чка
- Середа Андрій — український співак
- Тарковський Андрій Арсенович — радянський кінорежисер (його стрічка «Андрій Рубльов» увійшла до 10 найкращих у світовому кіно)
- Шевченко Андрій Миколайович — український футболіст
- Пятов Андрій Валерійович — український футболіст
- Шевченко Андрій Віталійович — український журналіст